# 毛鴻圖
毛鴻圖（？年—？年），字升甫，大竹人，由咸豐戊午拔取優貢，己未順天鄉試舉人，庚申成進士，欽點内閣中書，充順天鄉試同考官，由戸部主事轉郎中給事中，總理衙門章京兼軍機處行走，簡任廣饒九南兵備道，未及履任以病卒，年四十一。